# Когда дрожит земля
«Когда́ дрожи́т земля́» — советский цветной широкоэкранный художественный фильм 1975 года, снятый режиссёром Александром Косаревым по сценарию Анатолия Безуглова. Был посвящён строителям Чиркейской ГЭС в Дагестане.

## Сюжет
События фильма разворачиваются на фоне землетрясения, произошедшего в 1970 году на строительстве Чиркейской ГЭС — самого сильного в истории Дагестана.
В основе действия производственный конфликт между начальником строящейся гигантской арочной плотины Демидовым и главным инженером Прокофьевым, автором проекта. Каждый из них по-своему радеет за строительство ГЭС. Прокофьев запрещает проводить строительные работы в глубоком котловане в связи с опасностью обвала нависшей над стройкой скалы, он предлагает оригинальный проект, с помощью которого можно надежно закрепить эту громадину. Но Демидов, признавая талантливость проекта, отклоняет его. Только после того, как произошло землетрясение и была реальная угроза разрушений, после того, как в результате коллективных усилий и немалого мужества были спасены люди и возобновлены строительные работы, они находят взаимопонимание.

## В ролях
- Олег Жаков — Демидов Андрей Сергеевич
- Александр Белявский — Прокофьев Артур Владимирович
- Ирина Короткова — Светлана
- Анатолий Соловьёв — Иван Митрошкин
- Светлана Светличная — Ирина
- Владимир Тхапсаев — Али
- Майя Булгакова — Нина Гриценко
- Роман Хомятов — Голубов
- Хайбула Магомедов — Заур
- Даниил Нетребин — Гриценко
- Айгум Айгумов — Рустамов
- Валентин Грачёв — Саня
- Борис Кордунов — начальник отдела по ТБ
- Татьяна Распутина — Нина (в титрах — Т. Катаева)

## Съёмочная группа
- Сценарист — Анатолий Безуглов
- Постановка — Александр Косарев
- Оператор — Игорь Богданов
- Художник — Василий Голиков
- Звукооператор — Инна Зеленцова
- Композитор — Алексей Рыбников
- Текст песни на стихи Расула Гамзатова